# Tomislav Ier
Tomislav Ier, mort vers 928, est un prince de la dynastie Trpimirović. Il fut duc (knez) de la Croatie dalmate à partir de 910 puis le premier roi de Croatie à partir de 925 et jusqu'à sa mort. Sous son règne, l'État croate médiéval est à son apogée territorial. À sa mort des guerres civiles vont affaiblir le pays.

## Biographie

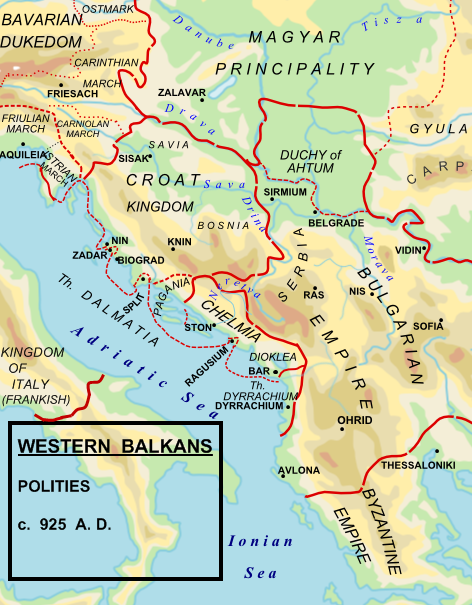
L'État croate vers 925.

Tomislav est probablement le fils aîné de Muncimir (Mutimir), duc de la Croatie dalmate depuis 892. Succédant à son père en 910, il se trouve confronté à l'installation des tribus magyares (Honfoglalás) et la fondation de la grande-principauté de Hongrie dans la plaine de Pannonie. Ainsi, les Slaves méridionaux étaient séparés des Slaves occidentaux au nord. 
Sa principauté, comprenant les régions de Slavonie et de la Croatie centrale, ainsi que de grandes parties de la Bosnie et de la côte dalmate, résiste à l'avance des Magyars ; selon le De administrando Imperio écrit par l'empereur byzantin Constantin VII, il s'efforce de mettre à disposition en permanence une force de 100 000 soldats, de 60 000 cavaliers et de 180 navires. Il conclut une alliance avec l'Empire byzantin qui à cette époque est en conflit avec le tsarat bulgare. En 924, le souverain serbe Zacharie avait dû s'enfuir en Croatie pour échapper aux troupes bulgares. 
Tomislav étend son pouvoir à l'ensemble de la Dalmatie, notamment sur les ports de Split, de Trogir et de Zadar, ainsi que sur les îles adriatiques jusqu'à la frontière avec la Francie orientale en face de la péninsule d'Istrie au nord-ouest. 

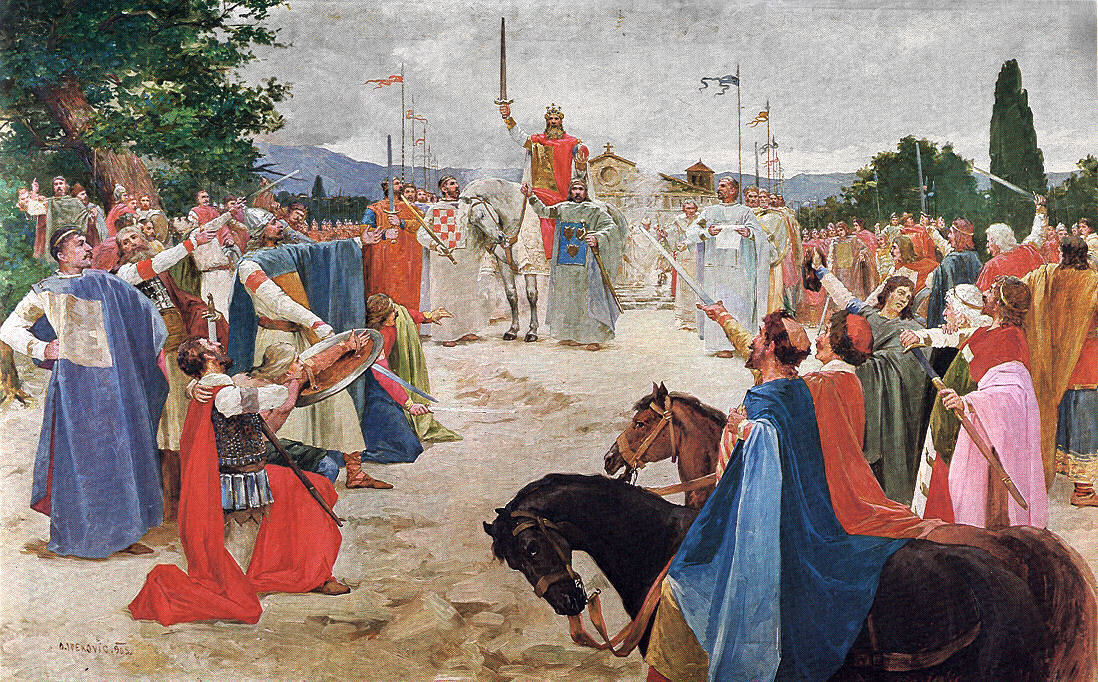
Couronnement de Tomislav Ier par le pape Jean X en 925, tableau d'Oton Iveković.

En 925, le pape Jean X lui adresse une lettre dans laquelle il l'appelle « roi des Croates » (Tamisclao regi Croatorum). Peu tard, un concile à Split, convoqué par le légat apostolique, met en place l'organisation ecclésiastique de la région en confirmant que « dans la province de Croatie et les confins dalmates Tomislav est roi » (in prouintia Croatorum et Dalmatiarum finibus Tamisclao rege).
Il organise son royaume en onze županija et une banovina, défendues chacune par une ville royale fortifiée. En 927, ses forces réussissent à repousser les attaques de la puissante armée du tsar Siméon Ier de Bulgarie. Néanmoins, sous le règne de ses descendants, les guerres civiles (949, 997) affaiblissent le royaume. Le doge de Venise Pietro II Orseolo peut ainsi prendre le contrôle de l'Adriatique orientale et prendre le titre de « duc de Dalmatie » en l'an 1000.